# Rátz István
Rátz István (Sátoraljaújhely, 1860. július 30. – Budapest, 1917. február 28.) orvosdoktor, állatorvosi főiskolai tanár, a Magyar Tudományos Akadémia levelező tagja.

## Élete
Középiskoláit szülővárosában és Késmárkon végezte, egyetemi tanulmányait pedig Budapesten, ahol 1886-ban orvosdoktorrá avatták. Eleinte Schulek tanár szemklinikáján, később két évig Fogod tanár mellett az egyetemi közegészségtani intézetben működött és iskolaorvosi, valamint egészségtan-tanári képesítést szerzett. Ugyanekkor eleget tett katonai kötelezettségének is és mint segédorvos a 16. helyőrségi kórházban szolgálta le önkéntesi évét.
1888 végén Széchenyi Pál gróf földművelés-, ipar- és kereskedelemügyi magyar királyi miniszter egy évi tanulmányútra küldte. Ezalatt a bécsi állatorvosi tanintézetben Csokor tanár laboratóriumában kórbonctani, kórszövettani és parazitológiai tanulmányokkal foglalkozott és az egyetemen Kundrat tanár kórbonctani előadásait hallgatta. Majd a müncheni és stuttgarti állatorvosi főiskolák meglátogatása után Berlinbe ment, ahol a főiskolán Schütz tanárnál bakteriológiai vizsgálatokat végzett, az egyetemi kórbonctani intézetben pedig Virchow tanár előadásait hallgatta. A drezdai főiskola meglátogatása után az 1889. év őszén tért haza.
1889-ben a budapesti állatorvosi tanintézetben a kórboncolástan segédtanárává nevezték ki, 1890-ben pedig nyilvános rendkívüli tanári címet nyert és a kórboncolástan előadásával és a kórboncolástani osztály vezetésével bízták meg.
1891 áprilisában eljegyezte Schwartzer Ferenc leányának, Bickel Gusztávné Rózának (1851–1873) a leányát, Bickel Irént (1872–1956).
1892-ben a kórboncolástan és általános kórtan nyilvános rendes tanárává nevezték ki; azonkívül a parazitológiát is előadta. 1891-től tagja lett az állatorvosi tiszti vizsga vizsgáló bizottságának és titkára az országos magyar állatorvos egyesületnek. Mint a kórbonctani intézet vezetője, 1893-tól végezte a közigazgatási hatóságok megkeresése alapján a fertőző betegségekre gyanús esetek felülvizsgálatát. 1894-ben mint a VIII. nemzetközi közegészségügyi és demográfiai kongresszus szakosztályi titkára előkészítette az állategészségügyi szakosztály szervezését.
1895-ben a földművelésügyi miniszter a sertésvészre gyanús esetek központi vizsgálatával bízta meg. 1895-ben a szerb királyi kormány meghívása folytán két hetet töltött Szerbiában az állategészségügyi viszonyok tanulmányozása céljából; később pedig Dániába utazott a sertésvész elfojtására alkalmazott intézkedések megismerése végett. Az 1896-os millenniumi kiállításon mint az állategészségügyi alcsoport bizottságának és a nagy zsűrinek tagja működött.
1897-ben a szerb Takova-rend középkeresztjével tüntették ki és a földművelésügyi miniszter képviseletében részt vett a XII. nemzetközi orvosi kongresszuson Moszkvában és egyúttal meglátogatta az Orosz Birodalom nagyobb tudományos intézeteit. 1898-ban a királyi természettudományi társulat felhívására sorozatos előadásokat tartott az élősködő állatokról, a nyári szünidők alatt pedig beutazta Skandináviát, hogy tudományos intézeteivel megismerkedhessék. 1899-ben a földművelésügyi miniszter képviseletében részt vett a baden-badeni nemzetközi állatorvosi kongresszuson.
Az 1901-1902. és az 1902-1903. tanévben a főiskola protektori tisztjét viselte. 1903-ban a belügyminiszter kinevezte az országos közegészségügyi tanács rendkívüli tagjává. 1903. május 8-án a Magyar Tudományos Akadémia levelező tagjává választotta. Az 1905 szeptemberében tartott VIII. nemzetközi állatorvosi kongresszus megválasztotta főtitkárává. A királyi természettudományi társulat az állat- és növényhonosító társaság, az országos halászati egyesület választmányi tagja; a berlini állatorvosi egyesület tiszteletbeli és a párizsi Société centrale de médicine véterinaire külföldi levelező tagja stb. volt.

## Elismerései
- 1899 Ferenc József-rend lovagkeresztje

### Újságcikkei
Cikkei a Zemplénben (IX. 1878. A bialai comaldulens-zárda, Bronislava hegyen, XI. 29-31. Endrődi «Szabadsághoz» írt költeményéről, XII-XVI. több cikk); a Függetlenségben (1880. 291. sz. Kosciuskohalom); a Fővárosi Lapokban (1879. 208. A veres klastrom és több cikk, 1880. 199. Krakkói emlékek, 250. Wielicka sóbányáiban, 1881. évf. több cikk, 1882. és 1885. Magyarország gyógyvizei, 1884. Ciblesen át Modern kuruzslókról, A Vihorlaton, A «Keleti Kárpátok osztálya» Nagybányán, 1886. Buziás és vendégei, Az idegességről); a Borsodban (1878. Egy óra a lublói várban, 1879. Boruth Elemér dalairól); a Rozsnyói Hiradóban (II. 38. Benedek Aladár költészetéről); írt ezenkívül a Nagyváradba (X. Őszi képek); a Délibábba (II.), Vasárnapi Lapokba (II.), a Miskolczba (1879-81. Zoologiai karczolatok); a Független Hírlapba (1879. 341. A kávéházak faunája); a Képes Családi Lapokba (1893. A gümőkór átöröklődéséről, A világító bakteriumokról); a Veterinariusba (1889. A nyálkás tejről, Gége- és orrtükrészeti kisérletek, 1890. Ujabb adatok az immunitásról, A Pentastomun denticulatum vándorlása, 1891. sat évf. Kazuistikus közlemények a kórboncztan köréből, dr. Regéczy Nagy Imre, 1892. Pentastomum denticulatum activ vándorlása, Mételypeték a lómáj elmeszesedett góczaiban, Általános vízkór az arczcsontok hiányos fejlődésével, 1893. 1894. A VIII. közegészségügyi és demographiai kongresszus állategészségügyi szakosztálya, A dochmiasisról, Orsóférgek okozta vakbélgyulladás, A gutai oltások a lépfene ellen, 1895. Dr. Czakó Kálmán, A sertések lépfenéjéről, Az állati élősdiekről, 1896. A sertésvészről kórboncztani szempontból, 1897. A Cysticercus inermis első magyarországi esete, Cysticercus cellulosae kutyában, Májmétely a juh lépében, 1898. A IX. nemzetközi kongresszus Madridben, Oesephagostomum vesiculosum n. sp. szarvasmarha vékonybeleiben, Distomum felinum macska májából, Davainea tetragona tyúk vékonybeleiből, Distomum saginatum n. sp. rajzzal, Spiroptera reticulata ló savós hártyájáról, Gnathostoma hispidum, Spiroptera strongylina, Filaria haemorrhagia, Simondzia paradoxa, Filaria immitis három esete, A kutyák gümőkórja, 1899. A veszettség virusának átörökléséről, A rosszindulatú vizenyő két esete lovon, 1900. A berni egyetem állatorvosi fakultása, Két új galandféreg, 4 rajzzal, A veszettség virusának ellentállása rothadáskor, 1902. Takonykóros fertőzés, 1878-1901. A Veterinarius 25 éves története, Újabb tudományos intézetek Németországban, 1904. A szarvasmarhák vérömléses septicaemiája); a Természettudományi Közlönyben (1890. A fertőző betegségektől való mentesség kérdése, A világító bakteriumokról, 1893. Az állatokról az emberre átmenő élősdi gombák, 1894. A Dochmius-férgekről, 1895. A sertések fertőző betegségeiről, Pótfüzet. A trichinák vándorlásáról, 1897. Pótfüzet. A bivalyvész, vagy barbona betegség, 1904. A széles galandféreg előfordulása hazánkban); a Köztelekben (1891. 765. l. A baromfi-kiállításokról, 1892. 3. sz. A meszes lábról, 7. A tojásról, 410. l. A bárányok gilisztakórjáról, 1893. 7. sz. A fonálférgek okozta bélbajokról, 8. sz. Egy immunis madárról, 1894. 950. l. A kutyák élősdieiről, 1898. 25. A juhok beleiben élősködő férgek); az Egészségben (1888. Az iszákosságról, 1892. A gümőkóros szarvasmarhák húsának megítélése); a Hazánkban (1894. 41. sz. A magyar országos állatorvos-egyesület, 69. Állategészségügyünk az 1892. évben, 75. sz. A főváros állategészségügye); az Állategészségben (1898. A mételykór); az Urániában (1900. Emberi betegségeket terjesztő állatok, 1901. Kölcsönös szövetkezetek az állatvilágban, Az emberi és állati gümőkór azonossága); a Természetrajzi Füzetekben (1897. A macska egy új galandférge); A Balaton tud. tanulmányozásának eredménye II. köt. (1897. A halakban élősködő férgek, ábr.); a Természetben (1898. Nyulak tömeges elhullásának okai, 1900. Uj fonalférgek a magyar faunában, Őzek férges tüdőgyulladása, A sündisznó bélférgei); a Halászatban (1901. Myxosporidiák okozta halbetegség, 1902. Penészkórság anyapontyon, A pisztrángpontyok vészkórja, A csuka hasában élő galandféreg, 1903. A széles galandféregről, A pontyok vörös kórsága, 1904. Dibothriocephalus latus kutyából, Halbiologiai intézetek Németországban); a Közlemények az összehasonlító élet- és kórtan köréből c. munkában (1896. A Taenia lineata szaporító szerveiről, 1897. A kőszénbányák lovainak anchylostomiasisáról); a Baromfitenyésztők országos egyesületének Évkönyvében (1902. A baromfiak egészségügyének szervezése); az Annales historico-naturales musei nationalis hungarici c. gyűjteményes munkában (1903. I. A métely-féle férgek új neme, franciául is Uo.). Ezen cikkek részben megjelentek németül is a külföldi szakközlönyökben. Cikkeket írt a Pallas Nagy Lexikonában; ismertetéseket a hazaiakon kívül következő külföldi folyóiratokba és évkönyvekbe: Centralblatt für Bakteriologie und Parasitenkunde 1894-től, a Leistungen auf dem Gebiete der Medicin c. évkönyvben 1893-tól, Jahresbericht über die pathogenen Mikroorganismen 1894-től; állandó referense volt a Leistungen auf dem Gebiete der Veterinär-Medicin. Ergebnisse der allg. Pathologie und Pathol, Anatomie évkönyveknek és a Centralblatt für Bakteriologie, Parasitenkunde und Infektionskrankheiten c. folyóiratnak. Az Állattenyésztési és Tejgazdasági Lapoknak rovatvezetője volt.

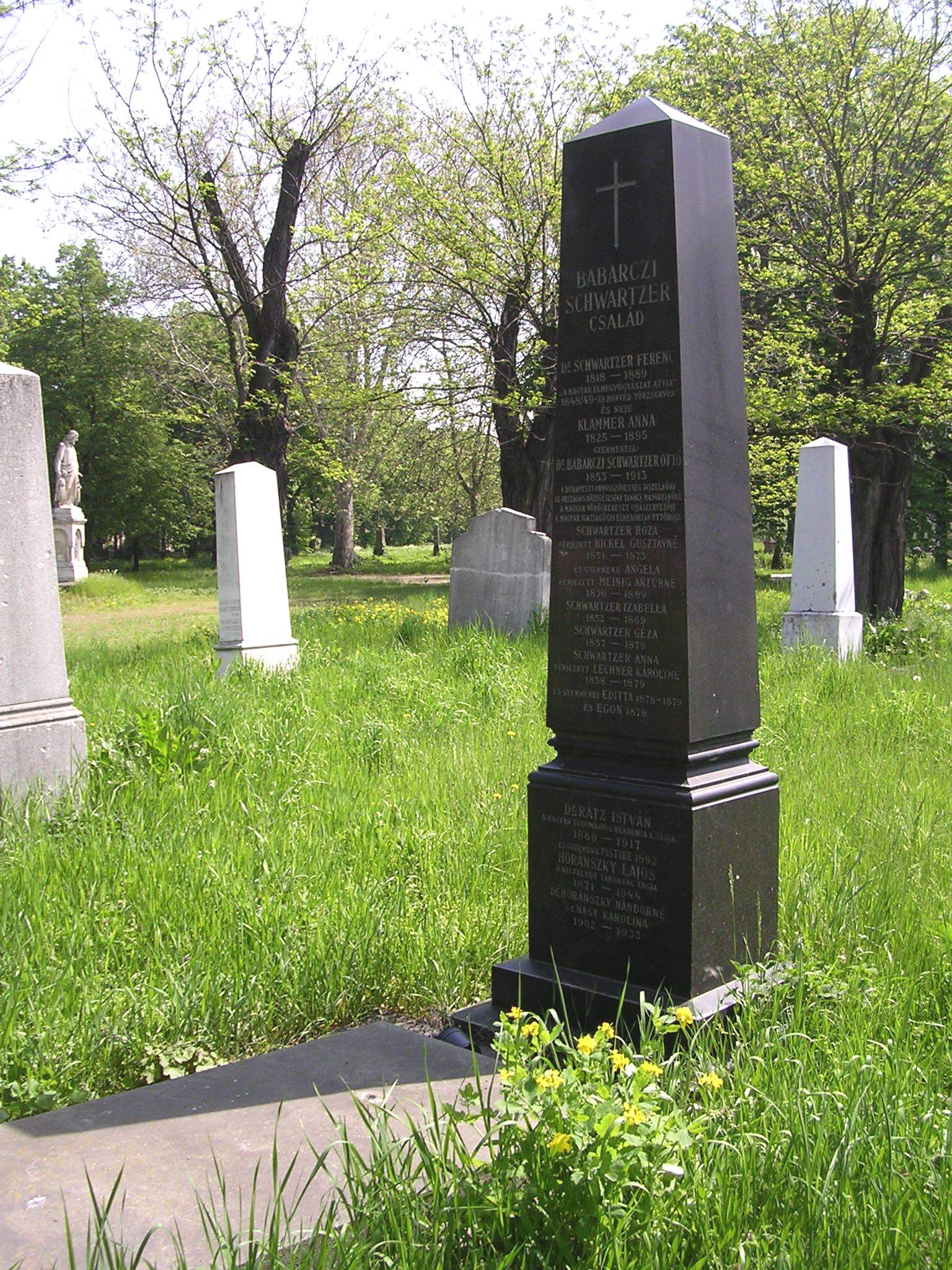
Sírja a Fiumei úti sírkertben

## Munkái
- A szárnyasok kolerája. (Baromfivész). Népszerű ismertetés. A földmívelésügyi m. kir. miniszterium megbízásából. Bpest, 1891. (2. kiadás. Uo. 1891.).
- Állatorvosi gyógyszertan. Írta dr., Fröhner J. ford. és a magyar gyógyszerkönyvhöz alkalmazta. Uo. 1892.
- A baromfiak fertőző betegségeiről. Uo. 1894.
- Az élősdiek mint állatbetegségek okozói. Uo. 1895. (Jelentés a VIII. nemzetközi közeg- és demogr. kongr. munkálatairól VI. k. 1896.).
- A sertésvész. Uo. 1896. Hét ábrával.
- Nagymélt. Darányi Ignácz földmív. m. kir. miniszter úrhoz beterjesztett tiszteletteljes jelentése ... oroszországi tanulmányútjáról. Uo. 1898. (A földmív. miniszterium kiadványai 6. sz.).
- Úti emlékek Oroszországból. Uo. 1898.
- Újguineai Cestodák. Uo. 1900. (Állattani közlemények).
- Az öröklés és kórtani jelentősége. Uo. 1902.
- Új és kevéssé ismert hazai mételyek. Uo. 1903. Egy táblával.
- Classis Trematoda. Fauna Regni Hungáriae. 1913. Budapest pp. 30–33.

Szerkesztette a Gazdák Évkönyvét (1892. V. évf.); Közlemények az összehasonlító élet- és kórtan köréből című gyűjteményes munkát 1897-től (Előbb Hutÿra Ferenccel és Tangl Ferenccel, 1900-tól Hutÿra Ferenccel); az Állatorvosi Lapokat (Veterinarius) 1897-től (Hutÿra Ferenccel); az Állategészségügy c. folyóiratot 1897-től; az Állatorvosi Könyvtárt 1897-től kezdve Budapesten.

## Álneve és jegye
Dr. Faust és R. I. (a Zemplénben és Fővárosi Lapokban).